# Dol-de-Bretagne
Dol-de-Bretagne é uma comuna francesa na região administrativa da Bretanha, no departamento Ille-et-Vilaine. Estende-se por uma área de 15,53 km². Em 2010 a comuna tinha 6 027 habitantes (densidade: 388,1 hab./km²).

## Geografia
A comuna situa-se a meia distância entre Saint-Malo e o Monte Saint-Michel a sul de Cherrueix e Le Vivier-sur-Mer, comunas a beira mar. Rennes localiza-se a sul, a 80 kms.

## Transportes
Dol-de-Bretagne está servida pela estrada nacional N176.
A cidade possui uma estação ferroviária renovada, com comboio e o TGV para Saint-Malo (15mn), Rennes (30 mn) e Paris (3h).

## Economia
Dol-de-Bretagne vive da agricultura, do comércio e do turismo.

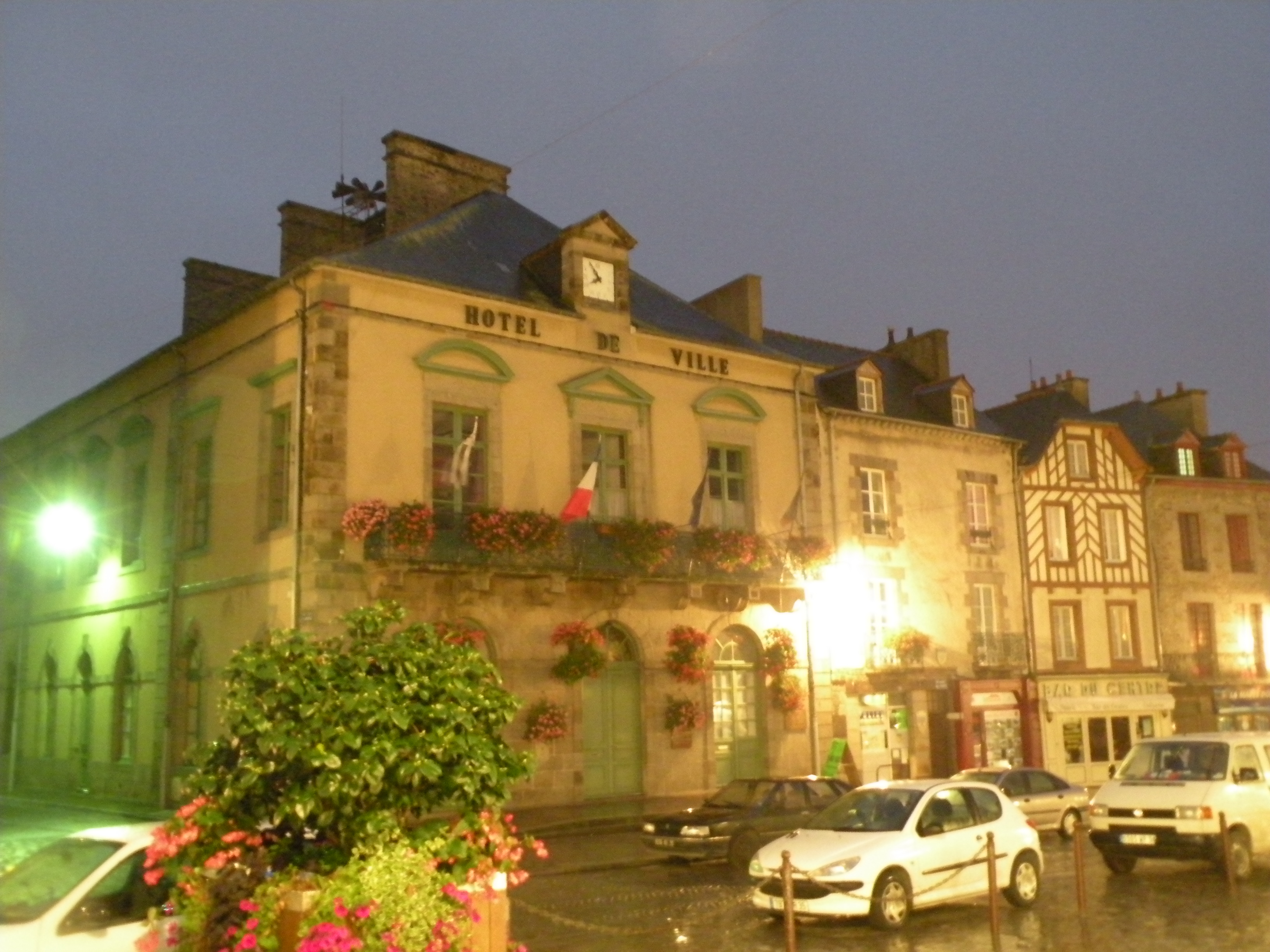
A câmara municipal de Dol-de-Bretagne